# Notonemoura latipennis
Notonemoura latipennis är en bäcksländeart som beskrevs av Tillyard 1923. Notonemoura latipennis ingår i släktet Notonemoura och familjen Notonemouridae. Inga underarter finns listade i Catalogue of Life.